# ラジオiNEWS
『ラジオiNEWS』（ラジオ・アイ・ニュース）は、日経ラジオ社で2017年10月5日から2023年12月28日まで、毎週木曜日（一時期火曜日と週2回の放送があった）の18時台に生放送されていた、報道・教養バラエティー番組である。

## 概要
番組のコンセプトは「旬な芸能人×旬なニュース」。女性アイドルタレント・歌手・ユニットが月替わり、ないしは2－3週ごとの交代でメインパーソナリティーを務め、それを栗林さみや日本経済新聞社の編集委員・記者らが進行アシスタントとしてサポートする。なおAKB48などのような、大人数のユニットがパーソナリティーをする場合は、その中から選抜された2－3名程度のメンバーを週替わりで起用するパターンもある。
番組は最近の注目すべきニュース（放送の性質上経済が中心だが、経済以外の話題も頻繁に取り上げることもある）を取り上げ、そのニュースの原稿をメインパーソナリティーを務めるアイドルが読むほか、そのニュースについての解説を日経新聞の編集委員・記者らが補足解説したり、その知識について問うクイズにパーソナリティーが挑戦するコーナーもある。

## 放送時間履歴
- 開始当初～2018年2月15日　木曜日18:15-19:00
- 2018年2月22日[2]～2019年12月26日[3]　火曜日・木曜日18:15-19:00
  - この当時は、木曜日はマンスリーパーソナリティーの女性アイドルが担当することには変わりなかったが、火曜日は当初は概ね2－3週交代で「時代のアイコンと呼べる若手のタレント[2]」として、開始当初は木曜日と同じく女性タレント限定だったが、2018年8月21日のオーイシマサヨシと加藤純一[4]からは随時男性ゲストも登場するようになった。この間火曜日の進行アシスタントは小塚歩が出演していた。
  - さらに2019年2月からは「番組1周年記念」の名目で「イケメン祭り」[5]として、若手男優を週替わりのゲストMCとして起用していた。
- 2019年1月9日～2020年10月？ 木曜日18:15-19:00
- 2020年11月？～2023年12月28日 木曜日18:00-19:00